# Cyber Monday
Cyber Monday hay thứ Hai điện tử là một thuật ngữ được sử dụng trong marketing để chỉ các giao dịch thương mại điện tử trong ngày thứ Hai đầu tiên sau ngày Black Friday (Thứ Sáu tối), ngày khởi động cho mùa mua sắm trên mạng tại Hoa Kỳ giữa dịp Lễ Tạ ơn và Giáng sinh. Nếu như dịp Black Friday được gắn liền với hình thức mua sắm truyền thống (khách hàng đến các cửa hiệu để mua bán) thì Cyber Monday tượng trưng cho hình thức mua sắm mới, mua sắm trên mạng, khi các giao dịch được thực hiện chủ yếu thông qua Internet.

## Lịch sử
Cụm từ "Cyber Monday" được đưa ra bởi Shop.org, một trang web thuộc hiệp hội thương mại NRF của Hoa Kỳ. Nó được dùng lần đầu trong mùa mua sắm 2005. Theo Scott Silverman, người đứng đầu Shop.org, thì cụm từ này xuất phát từ thống kê cho thấy 77% các trang web thương mại điện tử cho biết có sự gia tăng đáng kể giao dịch vào ngày thứ Hai đầu tiên sau Lễ Tạ ơn năm 2004.
Cuối tháng 11 năm 2005, ComScore Networks, công ty thống kê về thương mại điện tử, cho biết số tiền người Mỹ chi tiêu trong giao dịch điện tử vào ngày Cyber Monday, trừ các thanh toán về đi lại, là 485 triệu USD, tăng 26% so với cùng kì năm trước. Còn theo Akamai Technologies thì lượng truy cập các trang web thương mại điện tử vào ngày này cũng tăng 35% so với cùng kỳ năm trước đó. Thực tế thì trong tháng mua sắm từ Lễ Tạ ơn tới Giáng sinh năm 2005, ngày bận rộn nhất của thương mại điện tử Hoa Kỳ là ngày 12 tháng 12, hai tuần sau Cyber Monday, trùng với thống kê của riêng trang Shop.org. Hơn nữa, hãng thẻ tín dụng MasterCard cũng thống kê rằng ngày giao dịch trên mạng (toàn cầu) của năm 2005 đạt mức cao nhất là ngày 5 tháng 12 chứ không phải Cyber Monday, cũng theo hãng này vào tháng 11 năm 2005 thì chỉ có 10% người Mỹ được hỏi nói họ sẽ mua sắm trên mạng vào Cyber Monday. Vì những con số nói trên nên đã có một số đề nghị trên mạng và từ giới truyền thông về việc từ bỏ cụm từ này vì cho rằng nó không có cơ sở thực tế nào.